# اللغة التشوفاشية
اللغة التشوفاشية (التشوفاشية: Чӑваш чӗлхи) هي لغة التركية المحكية في وسط روسيا، بالدرجة الأولى في تشوفاشيا والمناطق المتاخمة لها. وهي الغة الوحيدة المتبقية من فرع البلغار من اللغات التركية.
ويستند نظام الكتابة للغة تشوفاش على الأبجدية السيريلية وتستخدم كافة الأحرف المستخدمة في الأبجدية الروسية، بالإضافة إلى أربعة أحرف خاصة بها وهي: Ӑ، Ӗ، Ҫ وӲ.